# Prizzi
Prizzi est une commune italienne de la province de Palerme, dans la région Sicile.

## Administration
| Période                                  | Période  | Identité             | Étiquette | Qualité |
| ---------------------------------------- | -------- | -------------------- | --------- | ------- |
|                                          |          |                      |           |         |
| 2022                                     | en cours | Antonella Comparetto |           |         |
| Les données manquantes sont à compléter. |          |                      |           |         |

### Hameaux
Filaga.

### Communes limitrophes
Campofelice di Fitalia, Castronovo di Sicilia, Corleone, Lercara Friddi, Palazzo Adriano, Vicari.

## Jumelages
Saint-Selve (France) depuis 2005.